# 京紡
京紡（キョンバン、けいぼう）は、大韓民国の繊維企業・紡績企業。主要な製品は、天然繊維、合成繊維による糸、布地。また、関連会社がアパレル、百貨店などの事業を営む。

## 概要
日本統治時代の1919年（大正8年）10月5日に実業家の金性洙（1891年-1955年）によって京城紡織株式會社（けいじょうぼうしょくかぶしきかいしゃ）として設立された。初代社長は朴泳孝である。1970年7月14日に現在の社名に変更した。
本社をソウル特別市の永登浦（ヨンドゥンポ）区に置く。最盛期には永登浦の本社工場に加えて、龍仁（ヨンイン、京畿道龍仁郡）、光州（鐘紡工場跡、クヮンジュ、光州広域市）、半月（パヌォル、京畿道安山市）、海外工場（ベトナムビンズオン省）の5工場を持っていたが、2006年に本社工場は閉鎖され、複合商業施設の「タイムズスクエア」として再開発された。その際、大韓民国登録文化財第135号に登録された工場事務所は本社工場施設の中で唯一保存され、現在はテナントとしてカフェが入居している。2017年には最低賃金引き上げを受けて光州工場での生産を縮小させることを発表した。
日本では大阪府大阪市中央区に支社を設ける。